# Філіп Густавссон
Філіп Густавссон (швед. Filip Gustavsson; нар. 7 червня 1998, Шеллефтео) — шведський хокеїст, воротар клубу НХЛ «Міннесота Вайлд». Гравець збірної команди Швеції.

## Ігрова кар'єра
Хокейну кар'єру розпочав на батьківщині 2014 року виступами за команду «Лулео».
2016 року був обраний на драфті НХЛ під 55-м загальним номером командою «Піттсбург Пінгвінс». 16 червня 2017 року Густавссон підписав трирічний контракт початкового рівня з «Пінгвінс». Він продовжив виступати на правах оренди за «Лулео». 23 лютого 2018 року «Піттсбург Пінгвінс» обміняли Філіпа та захисника Іана Коула на гравця «Оттава Сенаторс» Дерика Брассара. 23 березня 2018 року Густавссон перебрався до фарм-клубу «сенаторів» в АХЛ «Бельвіль Сенаторс». Сезон 2020–21 років на правах оренди відіграв за шведську команду «Седертельє». 17 березня 2021 року Густавссон дебютував у складі «сенаторів», замінивши травмованого Джої Даккорда. 22 березня швед відсвяткував першу перемогу 2–1 над «Калгарі Флеймс».
12 липня 2022 року «сенатори» обміняли Густавссона на гравця клубу «Міннесота Вайлд» Кема Тальбо. 10 грудня 2022 року Філіп оформив перший шатаут у НХЛ в переможній грі 3–0 над «Ванкувер Канакс». Влітку 2023 року швед підписав трирічний контракт з «Міннесотою».
15 жовтня 2024 року Густавссон став 15-м воротарем в історії НХЛ, який закинув шайбу у порожні ворота суперників, це сталось в переможному матчі 4–1 проти «Сент-Луїс Блюз».
Був гравцем молодіжної збірної Швеції, у складі якої брав участь у 12 іграх. Гравець національної збірної команди Швеції.

## Статистика

### Клубні виступи
| Сезон        | Клуб                | Ліга         | Регулярний сезон | Регулярний сезон | Регулярний сезон | Регулярний сезон | Регулярний сезон | Регулярний сезон | Регулярний сезон | Регулярний сезон | Регулярний сезон | Плей-оф | Плей-оф | Плей-оф | Плей-оф | Плей-оф | Плей-оф | Плей-оф | Плей-оф |
| Сезон        | Клуб                | Ліга         | І                | В                | П                | Н/OT             | Хв               | ПГ               | ІБГ              | ПГГ              | %ВК              | І       | В       | П       | Хв      | ПГ      | ІБГ     | ПГA     | %ВК     |
| ------------ | ------------------- | ------------ | ---------------- | ---------------- | ---------------- | ---------------- | ---------------- | ---------------- | ---------------- | ---------------- | ---------------- | ------- | ------- | ------- | ------- | ------- | ------- | ------- | ------- |
| 2014–15      | «Лулео»             | Ю20          | 7                | 0                | 5                | 0                | 305              | 20               | 0                | 3.94             | .884             | —       | —       | —       | —       | —       | —       | —       | —       |
| 2015–16      | «Лулео»             | Ю20          | 20               | 8                | 11               | 0                | 1155             | 62               | 0                | 3.22             | .893             | 1       | 0       | 1       | 60      | 3       | 0       | 3.00    | .870    |
| 2015–16      | «Лулео»             | ШХЛ          | 6                | 4                | 2                | 0                | 359              | 13               | 0                | 2.17             | .910             | 1       | 0       | 0       | 1       | 0       | 0       | 0.00    | 1.000   |
| 2016–17      | «Лулео»             | Ю20          | 6                | 3                | 3                | 0                | 373              | 13               | 0                | 2.09             | .928             | 3       | 1       | 2       | 189     | 3       | 1       | 0.95    | .967    |
| 2016–17      | «Лулео»             | ШХЛ          | 15               | 4                | 10               | 0                | 845              | 38               | 0                | 2.70             | .912             | 2       | 0       | 1       | 51      | 3       | 0       | 3.53    | .885    |
| 2017–18      | «Лулео»             | Ю20          | 7                | 5                | 2                | 0                | 422              | 12               | 2                | 1.71             | .925             | —       | —       | —       | —       | —       | —       | —       | —       |
| 2017–18      | «Лулео»             | ШХЛ          | 22               | 9                | 11               | 0                | 1190             | 41               | 3                | 2.07             | .918             | 3       | 1       | 1       | 124     | 6       | 0       | 2.91    | .895    |
| 2017–18      | «Бельвіль Сенаторс» | АХЛ          | 7                | 2                | 4                | 0                | 379              | 19               | 0                | 3.01             | .912             | —       | —       | —       | —       | —       | —       | —       | —       |
| 2018–19      | «Бельвіль Сенаторс» | АХЛ          | 31               | 12               | 16               | 2                | 1740             | 98               | 0                | 3.38             | .887             | —       | —       | —       | —       | —       | —       | —       | —       |
| 2018–19      | «Брамптон Біст»     | ХЛСУ         | 2                | 0                | 2                | 0                | 100              | 9                | 0                | 5.38             | .827             | —       | —       | —       | —       | —       | —       | —       | —       |
| 2019–20      | «Бельвіль Сенаторс» | АХЛ          | 24               | 15               | 6                | 3                | 1395             | 75               | 1                | 3.23             | .889             | —       | —       | —       | —       | —       | —       | —       | —       |
| 2020–21      | «Седертельє»        | Аллсв        | 19               | 11               | 7                | 0                | 1123             | 43               | 1                | 2.30             | .919             | —       | —       | —       | —       | —       | —       | —       | —       |
| 2020–21      | «Бельвіль Сенаторс» | АХЛ          | 13               | 5                | 7                | 1                | 776              | 37               | 1                | 2.86             | .910             | —       | —       | —       | —       | —       | —       | —       | —       |
| 2020–21      | «Оттава Сенаторс»   | НХЛ          | 9                | 5                | 1                | 2                | 472              | 17               | 0                | 2.16             | .933             | —       | —       | —       | —       | —       | —       | —       | —       |
| 2021–22      | «Оттава Сенаторс»   | НХЛ          | 18               | 5                | 12               | 1                | 1048             | 62               | 0                | 3.55             | .892             | —       | —       | —       | —       | —       | —       | —       | —       |
| 2021–22      | «Бельвіль Сенаторс» | АХЛ          | 20               | 11               | 6                | 1                | 1082             | 45               | 2                | 2.50             | .915             | 2       | 0       | 2       | 155     | 8       | 0       | 3.11    | .871    |
| 2022–23      | «Міннесота Вайлд»   | НХЛ          | 39               | 22               | 9                | 7                | 2311             | 81               | 3                | 2.10             | .931             | 5       | 2       | 3       | 309     | 12      | 0       | 2.33    | .921    |
| 2023–24      | «Міннесота Вайлд»   | НХЛ          | 45               | 20               | 17               | 5                | 2527             | 129              | 3                | 3.06             | .899             | —       | —       | —       | —       | —       | —       | —       | —       |
| Усього в ШХЛ | Усього в ШХЛ        | Усього в ШХЛ | 43               | 17               | 23               | 0                | 2,394            | 92               | 3                | 2.31             | .915             | 6       | 1       | 2       | 176     | 9       | 0       | 3.07    | .893    |
| Усього в НХЛ | Усього в НХЛ        | Усього в НХЛ | 111              | 52               | 40               | 14               | 6,356            | 289              | 6                | 2.73             | .912             | 5       | 2       | 3       | 309     | 12      | 0       | 2.33    | .921    |

### Збірна
| Рік                | Команда            | Турнір             | Місце              |    | І | В | П | Н   | Хв | ПГ | ІБГ  | ПГГ  | %ВК |
| ------------------ | ------------------ | ------------------ | ------------------ | -- | - | - | - | --- | -- | -- | ---- | ---- | --- |
| 2016               | Швеція             | ЮЧС                | 2                  | 5  | 3 | 1 | 0 | 289 | 13 | 0  | 2.70 | .906 |     |
| 2017               | Швеція             | МЧС                | 4-е                | 1  | 1 | 0 | 0 | 60  | 2  | 0  | 2.00 | .947 |     |
| 2018               | Швеція             | МЧС                | 2                  | 6  | 4 | 1 | 0 | 365 | 11 | 0  | 1.81 | .924 |     |
| 2024               | Швеція             | ЧС                 | 3                  | 7  | 6 | 1 | 0 | 395 | 14 | 0  | 2.13 | .903 |     |
| Молодіжна збірна   | Молодіжна збірна   | Молодіжна збірна   | Молодіжна збірна   | 12 | 8 | 2 | 0 | 714 | 26 | 0  | 2.18 | .926 |     |
| Національна збірна | Національна збірна | Національна збірна | Національна збірна | 7  | 6 | 1 | 0 | 395 | 14 | 0  | 2.13 | .903 |     |